# La Rovira (Rupit i Pruit)
La Rovira és una masia de Rupit i Pruit (Osona) inclosa a l'Inventari del Patrimoni Arquitectònic de Catalunya.

## Descripció
Masia de planta rectangular amb el carener perpendicular a la façana, situada a Sud-est. Consta de planta baixa, dos pisos i golfes. La façana presenta un portal rectangular amb la llinda datada, així com dues finestres rectangulars del primer pis. La façana Sud-oest presenta petites obertures. La casa ha passat per diverses etapes constructives i la part Nord-est presenta porxos a nivell del primer pis sostinguts per pilars de factura diferent, mentre que els arcs són tots d'arc rebaixat. En aquest sector hi ha diverses finestres que no guarden cap simetria. Cal remarcar els grans carreus dels escaires, les lloses immenses que formen els terres, les piques. Els murs són de pedra sense polir, mentre que els elements de ressalt són de pedra picada.
La cuina està situada a la part de tramuntana del mas. Es conserven molts dels elements originals malgrat que hagin perdut la seva funció primitiva. Hi ha les piques i els fogons de pedra i dues sitges que servien per a fer la bugada amb cendra. La finestra conserva també els dos pedrissos coneguts per "festejadors". El terra és de pedra, els murs arrebossats i alguns sectors de pedra vista; El sostre és tot ell de fusta, amb uns tirants, també de fusta, que es suporten als murs. Les lleixes són totes de fusta.
A la sala del primer pis, al mur del migdia entre dues finestres que conserven els antics festejadors, hi ha una pica amb una imatge al damunt. La pica és semicircular amb incisions i el dipòsit del damunt té una forma de mitja gerra. Al damunt hi ha un armariet que tanca una fornícula de forma semicircular i coberta amb mitja volta en la qual hi ha relleus d'estuc; al damunt hi ha tres àngels, un al centre i un a cada costat. La fornícula conserva una Verge, les portes són de fusta i l'interior de guix pintat d'un color blau cel.

### La pica és de pedra
Hi ha una segona pica al mur de ponent, al primer pis. Està emmarcada per carreus de pedra i inscrita dins una fornícula la qual presenta relleus amb una especia de petxina damunt i un rostre envoltat per una garlanda vegetal, a sota hi ha la pica la qual és semicircular i amb incisions. L'aigua es tirava per damunt del relleu del rostre i sortia el doll per la boca.
En aquesta mateixa sala hi ha una altra pica, la qual cosa indica la importància de la casa pairal. És de pedra amb relleus baixos i alts.
Existeix una cabana-habitacle situada davant l'era de cairons. Té coberta a dues vessants, amb el carener perpendicular a la façana la qual és situada a migdia. Presenta un gran pilar central format per grossos carreus. La façana es troba orientada al Nord i presenta un portal de pedra picada i dos de pedra sense picar també rectangulars.
A l'angle nord-est, hi ha un contrafort. A l'interior hi ha murs que separen espais. A la part de ponent hi ha una finestra datada.
És construïda amb pedra sense polir unida amb calç; les llindes i pilars són de grossos carreus de pedra. Conserva importants cavalls de fusta.
La cambreria és una masia de planta rectangular coberta a tres vessants i adossada al mas, abastant part de la façana nord-oest. Consta de planta baixa, primer pis i golfes. La façana nord-oest presenta petits portals rectangulars, un a tocar l'altre amb un pilar central datat. A nivell del primer pis hi ha un porxo amb arc rebaixat sostingut per un pilar rectangular. La casa conserva un forn amb tres boques, cendrera i fogons de pedra.
És construïda amb pedra sense polir i unida amb morter de calç, les obertures i escaires són de pedra picada. Un mur de pedra envolta la petita lliça que es forma al davant de la casa a la qual s'accedeix mitjançant un portal a la part de llevant.

## Història
Aquest mas està registrat al fogatge de la parròquia i terme de Sant Andreu de Pruit de l'any 1553, on hi consta un tal Miquel Rovira.
Malgrat l'antiguitat de l'edificació, el mas es degué reformar en el segle xviii, com indiquen les llindes de portals i finestres, moment en què l'agricultura travessava una època d'esplendor econòmic. Les reformes, però, ja havien estat iniciades al segle xvii, com indica la llinda d'un portal del segon pis: 1663.
Hi ha diverses inscripcions. A la llinda de la façana principal: 1777. Al Portal primer pis: 1778. A les finestres façana: NO 1746 i 1790. A les finestres primer pis: 1787 i 1781. Data dels porxos: 1780. Les llindes de les finestres del primer pis duen la següent inscripció: BENEDIC DOMINE, DOMUM ISTAM.
La cabana, degué ser reformada o feta de nou a la mateixa època en què s'amplià el mas, ja que la finestra de ponent duu la data de 1782.
Les dates constructives que presenta la cambreria són les següents: Pilar dels portals Nord Oest 1732. Finestra del primer pis 1805.